# Jacques Veilliard
Jacques Marie Edme Vielliard (Paris, 22 de agosto de 1944 – Belém, Pará, 9 de agosto de 2010) foi um ornitólogo francês que pesquisou o canto de aves brasileiras desde 1974. O ornitólogo era graduado em Ciências pela Universidade de Paris (1967), com mestrado em Ecologia - Ecole Normale Supérieure (Paris, 1968) e doutorado em Ecologia - na École Normale Supérieure - ENS (Paris, 1971). Vielliard foi convidado pelo presidente da Academia Brasileira de Ciências para ir ao Brasil em 1973 para criar a "ecologia de campo", um sistema que permitisse identificar o estado de conservação de um ecossistema através da identificação das aves, que é mais simples do que usar a identificação de mamíferos ou répteis, que precisam ser capturados ou abatidos. Segundo ele, "O objetivo do projeto foi imediatamente desviado, porque não existia nada sobre identificação pela vocalização das aves no país e tive efetivamente de começar do zero, fazendo as gravações." Depois de voltar ao Brasil por 4 vezes, casou-se lá com Maria Luisa da Silva, do Instituto de Psicologia da USP, e mergulhou no trabalho de registrar o canto das 1.700 espécies de aves do país. À medida que o trabalho evoluía, Vielliard passou a colaborar com ornitólogos americanos, como J. W. Hardy, cujas fitas contêm gravações feitas no Brasil. E o trabalho é importante, insiste. "Mais de 90% dos sinais que captamos num ecossistema são auditivos, mas isso não quer dizer que sejam de aves, pois há barulho de grilos, de rãs, mesmo ruídos causados pelas aves e que não são vocalizações." Uma vez identificado na fita o canto de um pássaro, ainda é preciso estudá-lo, pois o repertório de uma ave pode ser amplo. E ainda é preciso repetir a gravação em outras estações do ano, em outras regiões, até ter absoluta certeza. 

Vielliard tem 15 mil fitas de cantos de pássaro arquivadas, gravadas na mata lembrando que uma gravação só tem valor científico se a fita for cortada e etiquetada com dados sobre espécie e subespécie, local, data e horário do registro, se é canto territorial, de corte, alerta ou contato e se a ave é macho, fêmea, jovem ou adulto. De seu trabalho, foram editados até fevereiro de 2003, 5 CDs: Vozes das Aves do Brasil (com o canto de 80 aves brasileiras), Canto de Aves do Brasil, Aves do Parque Nacional da Serra da Capivara, Guia Sonoro das Aves do Brasil, 1.º volume e Aves do Pantanal.